# ريفلوشنز: بيرسونا
ريفلوشن: بيرسونا (بالإنجليزية:Revelations: Persona) لعبة فيديو تقمص الأدوار من تطوير شركة أتلس ونشر وتوزيع شركة آسي وأتلس يو إس آيه وغوستلايت ولقد صدرت لأول مره في 20 سبتمبر 1996 في اليابان وتعمل على عده منصات منها جهاز بلاي ستيشن.
في عام 2018 ظهرت اللعبة على جهاز بلاي ستيشن كلاسيك.

## روابط خارجية
- الموقع الرسمي